# 宮森城
宮森城（みやもりじょう）は、福島県二本松市小浜にあった日本の城。

## 歴史・沿革
応永3年（1396年）、奥州管領に任じられた宇都宮氏広が築城。当初はこの城を四本松城（しおのまつじょう）と称した。宮森城と名を改めたのは、文明3年（1471年）にこの城を修築して入った塩松石橋氏家臣・大河内修理である。
永禄11年（1568年）、塩松石橋氏最後の当主・石橋尚義が、田村氏に内応した小浜城主大内義綱らによって追放され石橋氏が亡ぶと、翌永禄12年（1569年）に義綱は石川有信・寺坂信濃と共に宮森城主・大河内備中を攻め滅ぼし（大河内・大内・石川・寺坂を石橋四天王と称した）、宮森城は大内領となる。義綱の子・定綱が家督を継ぐと、大内氏は田村氏からの独立を画策したため、天正13年（1585年）、田村清顕の娘婿・伊達政宗によって攻められ、定綱は小浜城を放棄して二本松城へと逃れ、宮森城もまた伊達領となった。政宗は引き続き二本松城主・二本松義継を攻めるため小浜城に入り、その後を追うようにして政宗の父・輝宗（伊達氏先代当主）が宮森城に入った。義継が政宗に降伏を申し入れると、政宗は二本松氏の所領のほとんどを召し上げるという条件を突き付けたが、輝宗の斡旋により条件が緩和されることになった。10月8日、義継は輝宗の尽力に謝意を表すため宮森城を訪れたが、その帰り際に突如輝宗を拉致した。政宗は阿武隈川河畔で義継に追いつくと、輝宗もろとも義継を銃撃して射殺した（粟之巣の変事）。この後、宮森城には白石宗実が入って塩松地方を押さえた。
天正19年（1591年）、葛西大崎一揆鎮圧後に政宗が岩出山城へ転封されて安達郡を没収されると、宮森城は蒲生氏郷の所領となる。江戸時代には二本松藩領となり城代が置かれたが、やがて廃城となった。

## 構造
現在、宮森城跡には神社が建てられているが、当時の郭跡や石垣、堀切などを確認できるほか、本丸跡には礎石や庭石に使われていたと思われる石が残されている。宮森城跡の北方約2kmに小浜城跡がある。宮森城を上舘、小浜城を下舘とも称し、両城は連携して防衛体制を形作っていた。